# John Sutcliffe
Cet article concerne le sportif. Pour le styliste, voir John Sutcliffe (styliste).
Pour les articles homonymes, voir Sutcliffe.

a Compétitions nationales et continentales officielles uniquement.

b Matchs officiels uniquement.
John William Sutcliffe, né le 14 avril 1868 à Shibden (Angleterre) et mort le 7 juillet 1947 à Bradford, est un joueur de rugby à XV, qui joue avec l'équipe d'Angleterre en 1889. C’est également un ancien joueur de football, qui joue avec l'équipe d'Angleterre à partir de 1893.
C'est le dernier joueur à représenter l'Angleterre dans les deux sports.

## Carrière de rugby à XV
Il commence sa carrière en 1886 à Bradford Rugby Club jouant arrière ou centre avant de signer pour le club de Heckmondwike où il obtint sa première et dernière cape internationale le 16 février 1889, à l’occasion d’un match contre l'équipe des Maoris néo-zélandais de rugby à XV. Les joueurs d'Heckmondwike furent suspendus par la RFU pour des présomptions de professionnalisme ce qui met un terme à sa carrière.

## Carrière de football
Il arrête le rugby pour le football et joue pour les Bolton Wanderers, jouant pour l'équipe première comme gardien de but. 
Puis il obtient la première de ses cinq sélections avec l'équipe d'Angleterre à l’occasion d’un match contre l'équipe du pays de Galles de football soldé par une victoire 6-0 en 1893.
En 1894, il appartient à l'équipe finaliste de la FA Cup.
En 1902, John Sutcliffe rejoint Millwall Athletic puis il rejoint en 1903 Manchester United où il dispute 28 matchs. Son dernier club fut Plymouth Argyle où il fit 208 apparitions pour la Ligue du Sud, de l'Ouest et les matchs de coupe.
En 1911, il devient entraîneur de Southend United avant de s'occuper d'Arnhem pendant la Première Guerre mondiale. 
Il retourne à Bradford en 1919 comme entraîneur de Bradford City.

## Palmarès
- 1 sélection avec l'équipe d'Angleterre de rugby à XV en 1889
- 5 sélections avec l'équipe d'Angleterre de football entre 1893 et 1903